# Vårby
En Suède, Vårby est une communauté urbaine de la ville de Stockholm.